# Code 68
Pour plus de détails, voir Fiche technique et Distribution.
Code 68 est un film français réalisé par Jean-Henri Roger et sorti en 2005.

## Synopsis
Anne a comme projet de réaliser un film sur mai 1968, mais son ami Blaise n'aime pas du tout cette période de l'histoire et ne la soutient pas. Elle rencontre un ancien militant, qui est en fait le père de Blaise, mais il s'avère qu'ils ne se parlent plus depuis des années.

## Fiche technique
- Réalisation et scénario : Jean-Henri Roger
- Production :  Agat Films & Cie See
- Photographie : Renato Berta
- Musique : Jacno
- Montage : Gwen Mallauran
- Pays de production :  France
- Durée : 95 minutes
- Date de sortie : 20 juillet 2005

## Distribution
- Judith Cahen : Anne Buridan
- Stanislas Merhar : Blaise
- Ariane Ascaride : Marianne
- Gérard Meylan : Jean-Pierre Luciani
- Jacno : Pierrot Léonardel
- Jean-Pierre Kalfon : Yann Doucet
- Yves Afonso

## Critiques
Pour Les Inrocks, le film donne « l’impression que derrière sa naïveté assumée se cache une forme de frilosité de la part du réalisateur qui semble, comme son héroïne, se protéger derrière ses questions ».